# پیز فرون
پیز فرون (به لاتین: Piz Forun) یک کوه در سوئیس است که در کانتون گراوبوندن واقع شده‌است. پیز فرون ۳٬۰۵۲ متر بالاتر از سطح دریا واقع شده‌است.
ارتفاع آن 2500 متر کمتر از دماوند است.